# John Fryer
John Fryer es un renombrado productor musical, con base en Gran Bretaña, que ha trabajado con Nine Inch Nails, White Zombie, Cradle of Filth, Paradise Lost, Sister Machine Gun, Fear Factory, HIM, Lacrimas Profundere, This Mortal Coil, Depeche Mode, MARRS, Alison Moyet, Minimal Compact, entre otros. Actualmente, está dedicado a artistas contratados por su propio sello discográfico, "Something To Listen To Records".

## Discografía

### Bandas de sonido

#### Mezcla
- Seven (1995)
- Mortal Kombat (1995)
- Faust (2001)
- Resident Evil: Apocalypse (2004)

#### Producción
- Clerks (1994)
- Johnny Mnemonic (1995)
- Mortal Kombat: More Kombat (1996)

### Álbumes

#### Producción
- Tocsin (1984) - Xmal Deutschland
- Medusa [Bonus Tracks] (1987) - Clan of Xymox
- Three Times and Waving (1987) - Breathless
- Head Over Heels/Sunburst and Snowblind (1988) - Cocteau Twins
- One of Our Girls (1989) - A.C. Marias
- Love and Rockets [Compilación] (1989) - Love and Rockets
- Magic Seed (1990) - Easy
- Indie Top 20, Vol. 9 (1990) - Artistas Varios
- Nettwerk Sampler, Vol. 3 (1991) - Artistas Varios
- Cyber Core Compilation (1994) - Artistas Varios
- Heartburst (1995) - Breathless
- Metalmorphosis of Die Krupps: 81-92 (1996) - Die Krupps
- Sweet F.A. (1996) - Love and Rockets
- Before X (1997) - Artistas Varios
- Postpunk Chronicles: Left of the Dial (1999) - Artistas Varios
- 1980's New Wave (1999) - Artistas Varios
- Razorblade Romance (2000) - H.I.M. (His Infernal Majesty)
- Rough Trade Shops: 25 Years (2001) - Artistas Varios
- Modern Sound Files (2001) - Artistas Varios
- Sorted!: The Best of Love and Rockets (2003) - Love and Rockets
- Cradle Of Fear / Various (2003) - Artistas Varios
- Head Over Heels (2003) - Cocteau Twins
- Essential Stabbing Westward (2003) - Stabbing Westward
- Stars And Topsoil: A Collection 1982-1990 (Remasterizado) (2003) - Cocteau Twins
- Feedback to the Future (2003) - Artistas Varios
- Head Over Heels (Remasterizado) (2003) - Cocteau Twins
- Love Said No: Greatest Hits 1997-2004 (Bonus DVD) (2004) - H.I.M. (His Infernal Majesty)
- MTV2 Headbangers Ball, Vol. 2 (2004) - Artistas Varios
- Louder Than the Crowd (2004) - Artistas Varios
- Hurry Home Early: The Songs of Warren Zevon (2005) - Artistas Varios
- Conspiritus (2005) - Ewigkeit
- Cradle of Filth Box Set (2006) - Cradle of Filth
- Lullabies to Violaine (2006) - Cocteau Twins
- Life Less Lived: The Gothic Box / Various (2006) - Artistas Varios
- Filthy Notes for Frozen Hearts (Bonus Tracks) (2006) - Lacrimas Profundere
- Lullabies To Violaine: Singles & Extended Plays 1 (2006) - Cocteau Twins
- Filthy Notes for Frozen Hearts (2006) - Lacrimas Profundere
- Songs for the Last View (2008) - Lacrimas Profundere
- Uneasy Listening 1 (2006) - H.I.M.
- Uneasy Listening, Vol. 1 [Edición exclusiva para Best Buy] (2006) - Him
- From Brussels With Love / Various (Rmst) (2007) - Artistas Varios
- Construction Time Again (W/Dvd) (Rmst) (Dig) (2007) - Depeche Mode
- Cold (2007) - Alucard
- Dark romantism (2009)- Alucard

#### (Re)Mezcla
- Pretty Hate Machine (1989) - Nine Inch Nails
- Sharks Patrol These Waters (1995) - Artistas Varios
- Supersexy Swingin' Sounds (1996) - White Zombie
- Plasticized (1997) - Pink Noise Test
- Single Collection (Box Set) (2002) - H.I.M.
- Lovecraft & Witch Hearts (2002) - Cradle of Filth
- Remixes 81-04 (2004) - Depeche Mode
- Remixes 81-04 (2005) - Depeche Mode
- Deep Shadows and Brilliant Highlights (2002) - H.I.M.
- Best of Fad Gadget (2001) - Fad Gadget
- Complete Sex Gang Children (2000) - Sex Gang Children
- Whirlpool (1991) - Chapterhouse
- Body of Work 1984-1997 [Gran Bretaña] (2006) - Nitzer Ebb
- Ciao! 1989-1996 (2001) - Lush
- Tribute to Metallica [Bonus Tracks] (1993) - Die Krupps
- Singles Box 4 (2004) - Depeche Mode
- Supersexy Swingin' Sounds [Clean] (1996) - White Zombie
- It's Beginning to and Back Again (1989) - Wire
- Postpunk Chronicles: Left of the Dial (1999) - Artistas Varios
- Broken Frame (2006) - Depeche Mode
- Best of De/Vision (2006) - De/Vision
- Telepathic Last Words (1998) - Course of Empire
- Driving A Million (2001) - Gwenmars
- Dr. Wu 2000 (2000) - Various Artists
- Manipulated (1997) - Gravity Kills
- Raging Speedhorn [Bonus Tracks para Gran Bretaña] (2001) - Raging Speedhorn
- Home Is in Your Head [Rykodisc] (1991) - His Name Is Alive
- Blind (1992) - Sex Gang Children
- Blow (1992) - Swallow
- Words Become Worms (1998) - Love in Reverse
- Messiah Meets Progenitor (1998) - Messiah
- Dawnrazor (1987) - Fields of the Nephilim
- Livonia (1990) - His Name Is Alive
- Gravity Kills (1996) - Gravity Kills
- Deep Shadows and Brilliant Highlights [Bonus Tracks] (2001) - H.I.M.
- Take Care (1988) - He Said
- Unison (2007) - Angels & Agony
- Body Of Work 1984-1997 (Bonus Cd) (Rmxs) (2006) - Nitzer Ebb
- ...smile's ok (1998) - The Hope Blister
- Dawnrazor [Bonus Track] (1999) - Fields of the Nephilim
- Corrode (2000) - Groundswell UK
- Never Enough: Best Of (Remasterizado) (2002) - Jesus Jones
- Doubt [Reedición de 2002] (2002) - Jesus Jones
- Acoustek (2000) - Instrumental
- Storybook (1992) - The Beautiful
- England Made Me (1991) - Cath Carroll
- Doubt (1991) - Jesus Jones
- First Flower (1993) - Play Dead

#### Ingeniería
- Best of Depeche Mode, Vol. 1 [CD/DVD] (2006) - Depeche Mode
- Speak & Spell (1981) - Depeche Mode
- Ungod (1993) - Stabbing Westward
- Best Of (2006) - Depeche Mode
- Very Special Christmas (1989) - Artistas Varios
- It'll End in Tears (1984) - This Mortal Coil
- Upstairs at Eric's (1982) - Yazoo
- Best of Yazoo (1999) - Yazoo
- Filigree & Shadow (1986) - This Mortal Coil
- Singles 81>85 (1998) - Depeche Mode
- Singles Box 1 (1991) - Depeche Mode
- Wither Blister Burn & Peel (1996) - Stabbing Westward
- Anakin (1998) - Artistas Varios
- Glass Bead Game (Eng) (2003) - Breathless
- Children of God/World of Skin (1997) - Swans
- Believe in Nothing (2001) - Paradise Lost
- Pump Up The Volume (Remix) (1987) - M/A/R/R/S
- Ricochet Days (1984) - Modern English
- Blood (1991) - This Mortal Coil
- Hoodoo (1991) - Alison Moyet
- Raindancing (1987) - Alison Moyet
- Words for Our Years (1989) - Hugh Harris
- Chasing Promises (1990) - Breathless
- Mid-Eighties (1993) - Robert Wyatt
- Mzui (2003) - Gilbert/Lewis/Mills
- Broken Frame (2006) - Depeche Mode
- Love Said No: Greatest Hits 1997-2004 (Bonus DVD) (2004) - H.I.M. (His Infernal Majesty)
- Everything Is Beautiful: 1983-1995 (2001) - The Wolfgang Press
- Singles Box 2 (1991) - Depeche Mode
- Speak & Spell [Rhino US CD/DVD] (2006) - Depeche Mode
- This Is Electroclash / Various (2003) - Artistas Varios
- Singles Box, Vol. 2 [CD importado][Edición limitada] (1998) - Depeche Mode
- Speak & Spell [Bonus Tracks] (1998) - Depeche Mode
- Fetisch (1983) - Xmal Deutschland
- Whilst Climbing Thieves Vie for Attention (1998) - P'O
- Legendary Wolfgang Press and Other Tall Stories (1985) - The Wolfgang Press
- Fad Gadget Singles - Frank Tovey
- Underarms & Sideways (2005) - The Hope Blister
- Mystery Of Faith (2005) - Jarboe
- Clan of Xymox [Importado] (1989) - Clan of Xymox
- Clan of Xymox [Bonus Tracks] (1985) - Clan of Xymox
- Fad Gadget Singles (1985) - Fad Gadget
- Or So It Seems (1983) - Duet Emmo
- This Way to the Shivering Man (1990) - Bruce Gilbert
- Should the World Fail to Fall Apart (1986) - Peter Murphy
- Resurrection (1992) - Play Dead
- Singles 81>85 [Australia] (1998) - Depeche Mode
- Singles Box, Vol. 3 [CD importado][Edición limitada] (1998) - Depeche Mode
- Underarms (1999) - The Hope Blister
- Spring Hill Fair [Versión expandida] (2002) - The Go-Betweens
- Love & Rockets / Swing Ep (Remasterizado) (Dlx Ed) (2002) - Love and Rockets
- Yclept (2000) - Dome
- Fall: The Complete Singles (2001) - Sex Gang Children
- Spring Hill Fair (2002) - The Go-Betweens
- Terra Incognita (2004) - Non
- Singles Box 3 (2004) - Depeche Mode
- Best of Depeche Mode, Vol. 1 [CD/DVD] (2006) - Depeche Mode
- Lonely At The Top + Extras (2006) - Hermine
- Spring Hill Fair [Bonus CD] (2006) - The Go-Betweens
- Speak & Spell [Bonus Track] (2006) - Depeche Mode

#### Sampling
- 80's Dance Gold / Various (Rmst) (2006) - Artistas Varios

#### Orquestaciones
- Lonely Is an Eyesore (1987) - Artistas varios
- Love and Rockets (1989) - Love and Rockets

#### Programación
- Standing Up Straight (1986) - The Wolfgang Press
- Head Down (1990) - Moev

#### Batería
- Fireside Favorites (1980) - Fad Gadget
- Incontinent (1981) - Fad Gadget

#### Teclados
- Figure One Cuts (1987) - Minimal Compact
- Messiah Meets Progenitor (1998) - Messiah